# سوق المشتقات

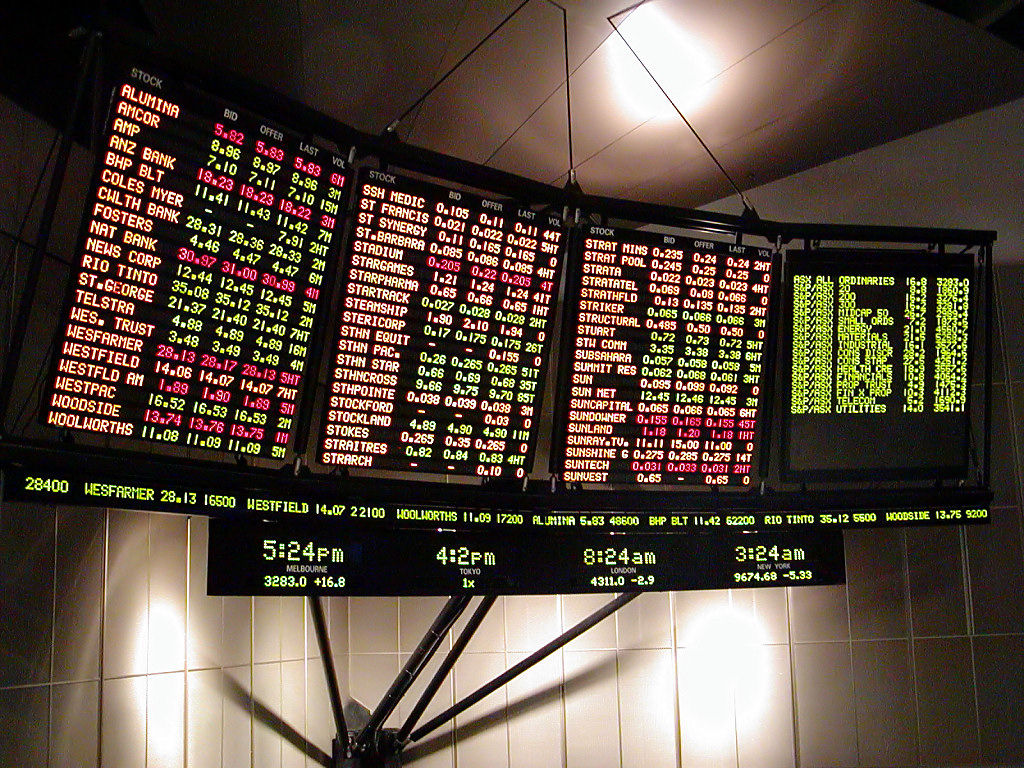
شاشة عرض إلكترونية لتداول الأوراق المالية، تُظهر حالة العرض والطلب للأوراق المالية

## سوق المشتقات المالية
سوق المشتقات هي سوق مالية لـــ العقود الاشتقاقية وهي أدوات مالية تشتق قيمتها من أصل أساسي، يمكن أن يكون حقيقي(مادي) أو نقدي(مالي)كالأسهم والسندات والذهب

## المشاركون في سوق المشتقات
يمكن تصنيف المشاركون في سوق المشتقات إلى أربعة تصنيفات 
- تحوط (تمويل)
- نموذج المراجحة
- مضاربة
- المراجحة

## أنواع المشتقات المالية
تنتمي المستقبليات والخيارات والعقود الآجلة إلى فئة من الأوراق المالية المعروفة بالمشتقات المالية. وتكون الأرباح أو الخسائر الناتجة من الإتجار/التعامل/التداول بمثل هذه الأوراق المالية مرتبطة مباشرة بأصل أساسي مختار أو مشتقة منه. في المقابل، توجد اختلافات أساسية بين هذه المشتقات المالية الثلاث التي يتعيّن على المرء فهمها قبل الإستثمار فيها.
- الاختيارات
- العقود الآجلة
- المستقبليات

يكمن الاختلاف الأساسي بين الخيارات والعقود الآجلة أو المستقبليات في عدم إلزامية التعامل بالنسبة إلى صاحب الخيار، فيما تُعتبر المستقبليات والعقود الآجلة اتفاقيات ملزمة قانونياً. كما تختلف المستقبليات عن العقود الآجلة من حيث طبيعتها النمطية ومن حيث التقاء الطرفين في أسواق التداول العامة المفتوحة، فيما تُعتبر المستقبليات اتفاقيات خاصة بين طرفَين وبالتالي تُعتبر شروطها غير عامة.
يمكن أن تكون الخيارات نمطية وقابلة للتداول في البورصةأو يمكن بيعها أو شراؤها خارج البورصة/السوق الرسمية مع تفصيل شروطها على قياس حاجات الأطراف المعنية.
ويكمن الاختلاف الأساسي الآخر في وجوب دفع المال لشراء الخيار باعتبار خيار ممارسة الخيار امتيازاً. في المقابل، لا يدفع صاحب العقود الآجلة أو المستقبليات المال لدى إبرام الاتفاقية، إنما يضع نفسه تحت إلزامية الشراء أو البيع بتاريخ الانتهاء.